# McLaren MP4/13
Der McLaren MP4/13 war der Formel-1-Rennwagen von McLaren Racing für die Saison 1998, der an allen 16 Rennen der Saison teilnahm.

## Technik und Entwicklung

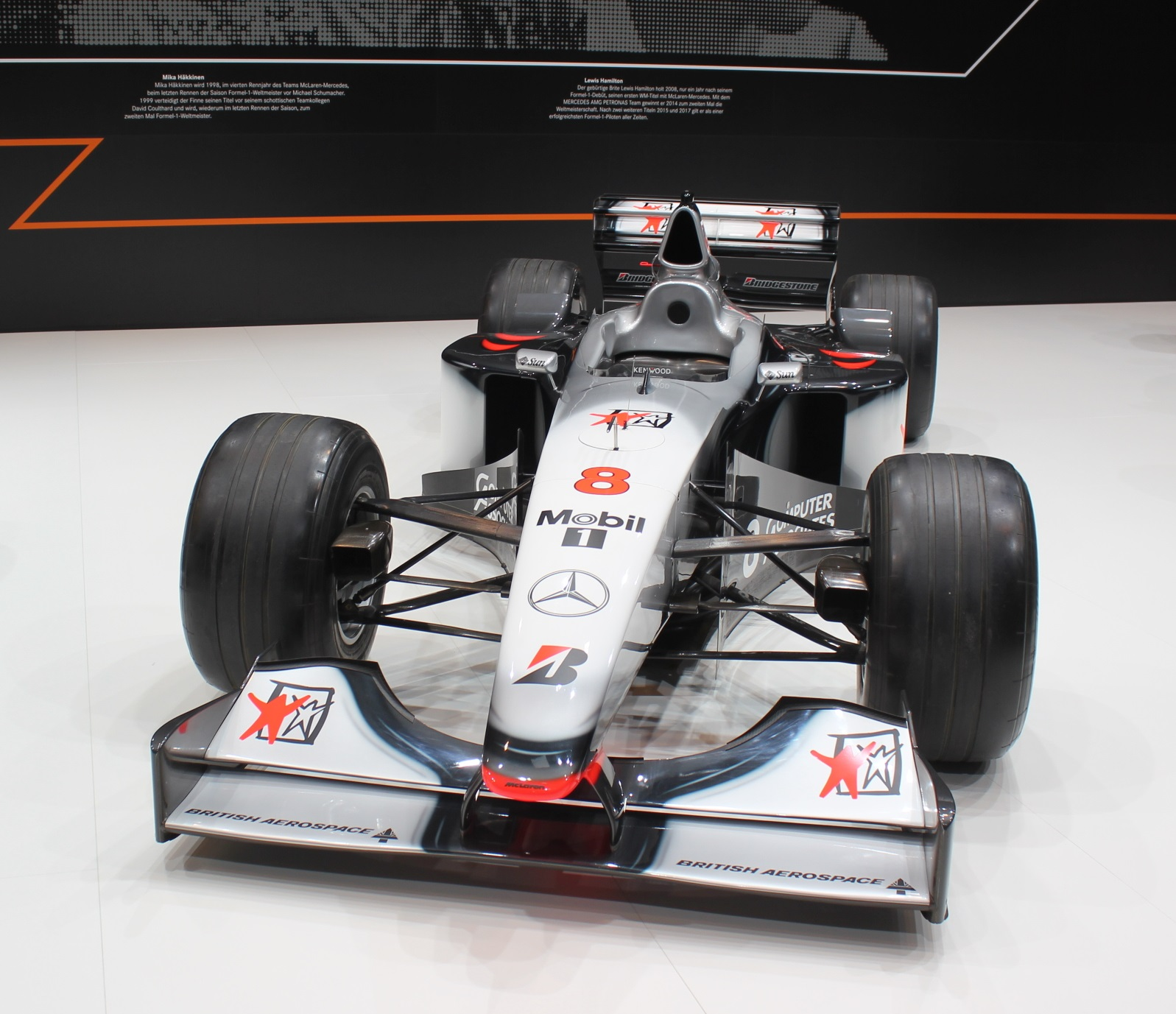
Frontansicht
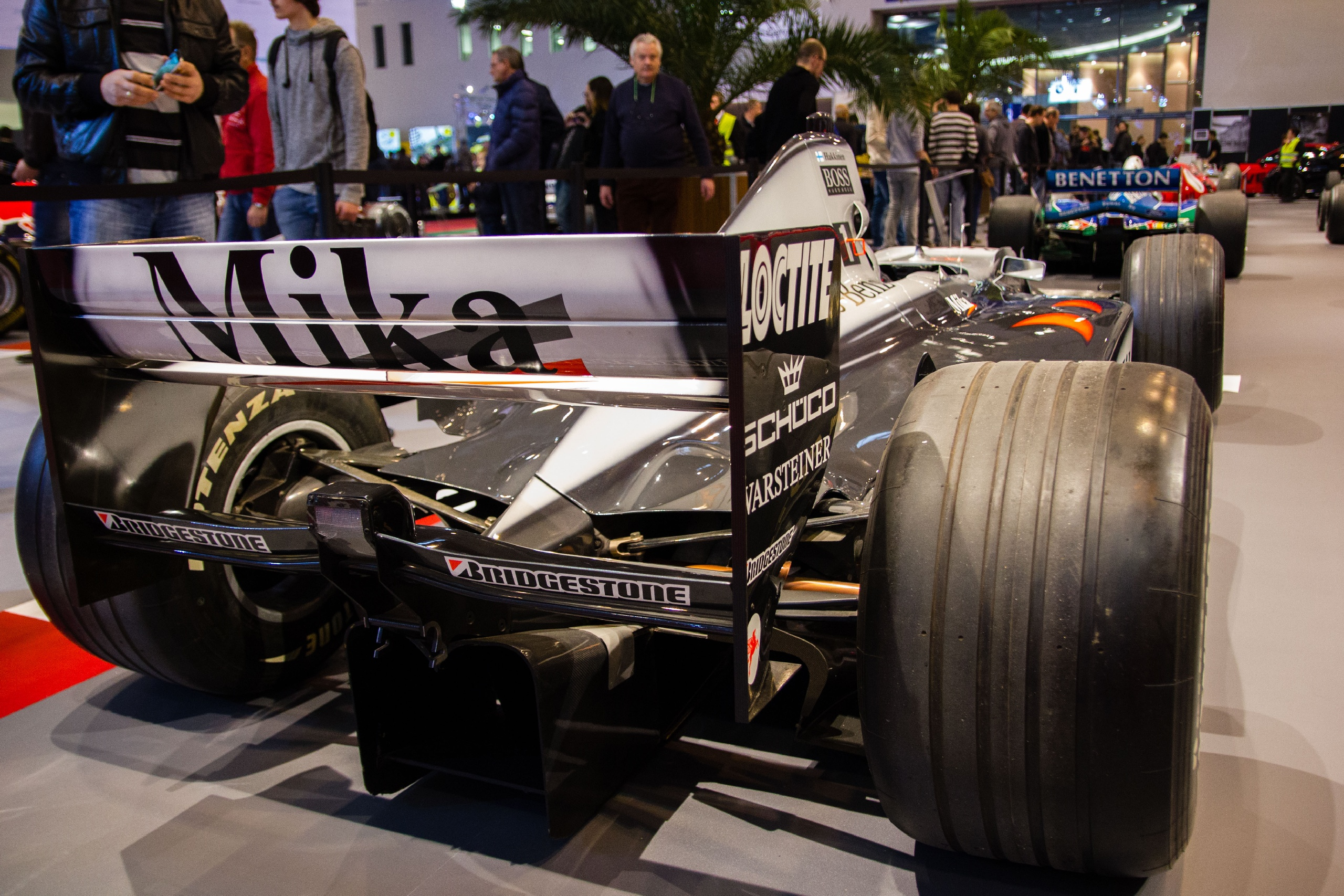
Der Heckflügel
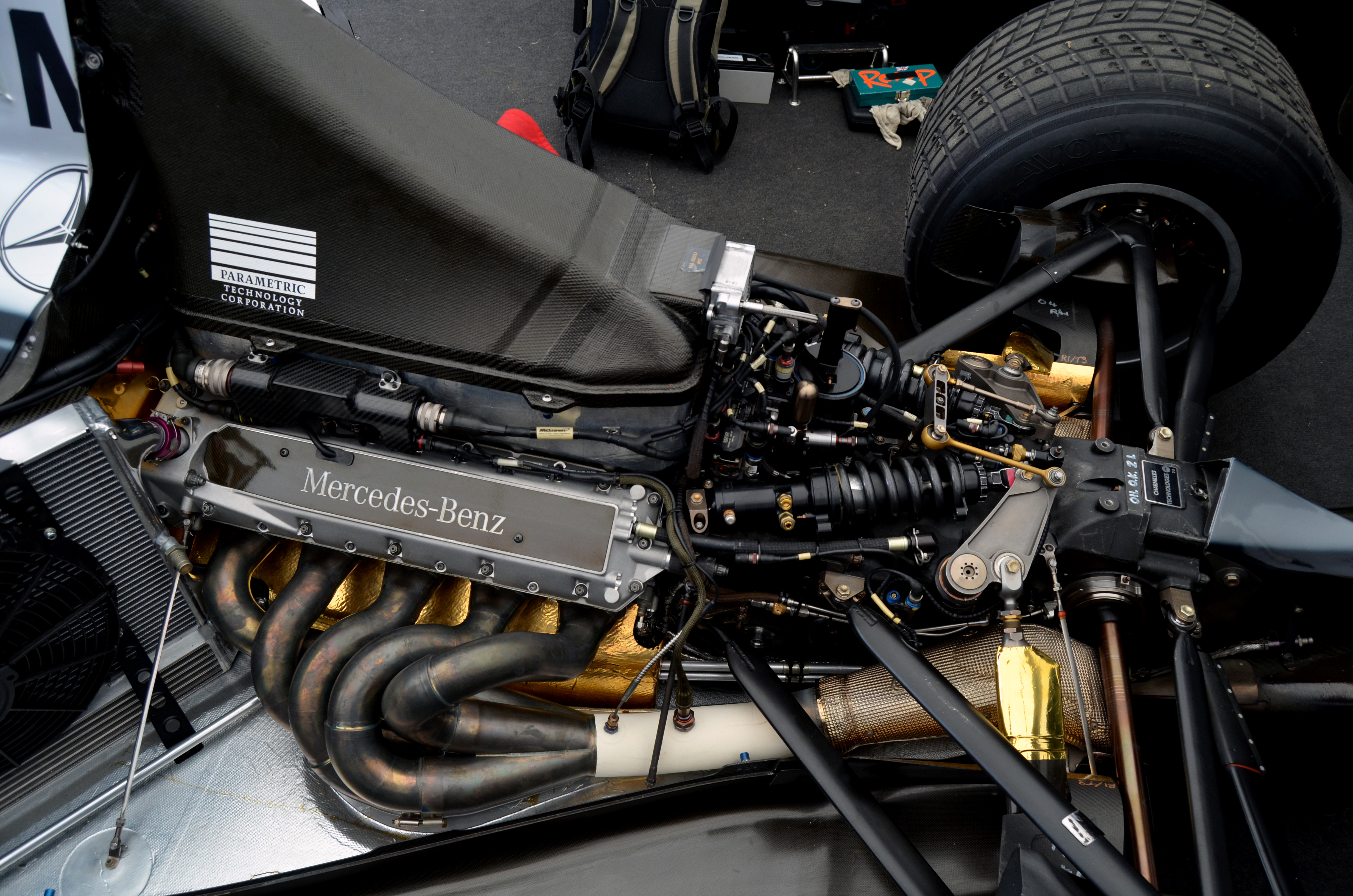
Der Motor und hintere Aufhängung

Der technische Direktor für die Entwicklung war Adrian Newey, ihm unterstanden Neil Oatley für die Konstruktion sowie Henri Durand für die aerodynamische Form des Wagens. Charakteristisch für den Wagen ist die tief nach unten gezogene Nase. Im Vergleich zum Vorjahreswagen waren einige Anpassungen aufgrund des erneuerten Reglements nötig. So wurde die Spurweite auf 1800 mm reduziert und zwecks der besseren Gewichtsverteilung das Cockpit, das dieses Jahr gemäß den Bestimmungen breiter sein musste, nach hinten verschoben. Außerdem wurden der Radstand und die Gesamtlänge im Vergleich zum McLaren MP4/12 vergrößert und die vordere Aufhängung völlig überarbeitet.

### Motor, Getriebe und Fahrwerk
Als Motor wurde der FO110G-V10-Saugmotor von Mercedes-Benz mit einem Hubraum von 2998 cm³ und einem Zylinderbankwinkel von 72° verwendet. Dieser Motor mit vier Ventilen pro Zylinder leistet bei einer Drehzahl von 17.300/min ungefähr 780 PS oder 574 kW. Damit erreicht der Wagen eine Höchstgeschwindigkeit von 352 km/h. Der Motor ist 590 mm lang, 546,4 mm breit und 476 mm hoch und wiegt 107 kg. Die Zündkerzen wurden von dem japanischen Unternehmen NGK, das Motoröl sowie der Treibstoff von Mobil 1 bereitgestellt. Das Getriebe ist ein sequentielles Sechsgang-Halbautomatikgetriebe aus eigener Entwicklung.
Als Aufhängung hat der Wagen vorn und hinten eine Doppelquerlenkerachse mit Schubstreben. Die Reifen lieferte statt Goodyear der japanische Reifenhersteller Bridgestone. Die 13-Zoll-Felgen kamen von Enkei, die Bremsen von AP Racing.

### KERS
Revolutionär war die Nutzung der Bremsenergie zur Leistungssteigerung, auch bekannt als Kinetic Energy Recovery System. Das von McLaren eingesetzte hydraulische KERS lädt beim Bremsen des Wagens über einen Kolben einen elektrischen Speicher. Diese gespeicherte Energie kann bei Bedarf abgerufen werden, um den Motor zu unterstützen und die Motorleistung kurzzeitig um fast 40 PS anzuheben. Das System wurde nach einem Protest von Ferrari für illegal erklärt und ab dem Großen Preis von Brasilien 1998 verboten. Für die Saison 2009, rund elf Jahre nach der erstmaligen Entwicklung und Verwendung in der Formel 1, wurde KERS für alle Teams erlaubt.

### Brake-steer-Bremsanlage
Der MP4/13 hatte eine Bremsanlage, die andere Teams als „Vierradlenkung“ bezeichneten. Es gab neben dem regulär wirkenden ein zweites Pedal, um, geregelt über einen Sensor für den Lenkeinschlag, je das rechte oder linke Hinterrad des Wagens mittels einer geteilten Bremsleitung über die vorhandene Bremsanlage einzeln abzubremsen. Wenn der Fahrer nun im Rennen das kurveninnere Rad gezielt abbremste, ließ sich der Wagen in der Kurve stabilisieren und Untersteuern eliminieren. Das System, entdeckt durch den Fotografen Darren Heath, wurde nach einem Protest von Ferrari für illegal erklärt und ab dem Großen Preis von Brasilien 1998 verboten.
Die Idee hinter dem System hatte Steve Nichols, ein ehemaliger Rennwagen-Konstrukteur und Mitarbeiter bei McLaren, im Winter 1996/1997. Der Rennstall testete dieses Konzept wenige Monate später erfolgreich, befürchtete aber, dass sich die Fahrer mit dem extra Pedal unwohl fühlten, das links neben dem normalen Bremspedal installiert wurde. Häkkinen konnte sich als Erster an das System anpassen, da er bereits mit dem linken Fuß bremste.

## Renngeschichte

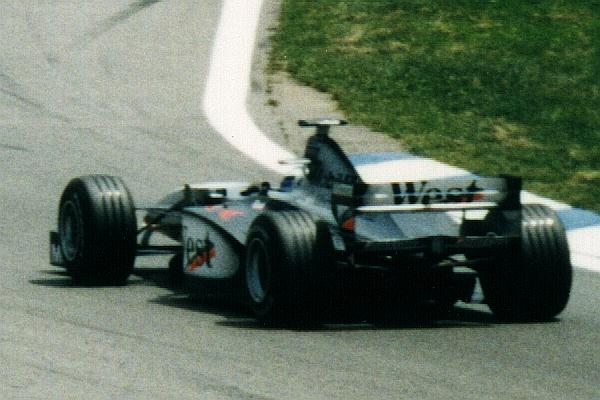
Häkkinen der MP4/13 beim Großer Preis von Spanien 1998

Als Teamchef agierte Ron Dennis, Norbert Haug als Vizepräsident von Mercedes-Benz-Motorsport war ebenfalls in wichtige Teamentscheidungen miteinbegriffen. Der MP4/13 ist der erste von Adrian Newey entworfene Rennwagen, seitdem er 1997 zu McLaren wechselte. Durch sein vorheriges Engagement bei Williams ließ sich Newey für den Wagen inspirieren.
Der fertige Bolide wurde am 5. Februar 1998 im Hauptquartier des Rennstalls, in Woking, der Öffentlichkeit präsentiert. Der Wagen hatte allerdings eine klassisch-orange Lackierung, die endgültige graue Lackierung wurde am 16. Februar in Barcelona bei den Wintertestfahrten präsentiert. In Barcelona war der Wagen den anderen Teams weitaus überlegen und beinahe drei Sekunden schneller als der erste Verfolger. Ein Hauptgrund für diese Überlegenheit lag an der Regel-Interpretation von Newey, der jede Lücke im neuen Reglement zu seinen Gunsten auslegte.
Das erste Rennen in Australien zeigte, wie dominant der Wagen war: Im Qualifying belegte McLaren mit Häkkinen vor Coulthard die erste Reihe, dahinter mit rund sieben Zehntel Abstand folgt erst Michael Schumacher im Ferrari. Im Rennen deklassierte das McLaren-Duo die Konkurrenz und belegte erneut die ersten zwei Plätze, auf Platz drei folgte mit einer Runde Rückstand Heinz-Harald Frentzen. Häkkinen erzielte mit 1:31,649 Minuten die schnellste Rundenzeit, rund zwei Sekunden schneller als der erste Nicht-McLaren-Fahrer. Außerdem führte McLaren während des Rennens jede Runde an, allein Häkkinen fuhr 38 Runden an der Spitze des Feldes.
In den folgenden Rennwochenenden dominierte McLaren trotz der Verbote für das Bremssystem und KERS regelmäßig Training, Qualifying und Rennen. Es gab jeweils zwei Ausfälle wegen Getriebe- oder Motorendefekten und jeweils einen Ausfall wegen eines defekten Gaspedals, eines Drehers und eines Unfalls in Belgien. Mit acht Siegen gewann Mika Häkkinen die Weltmeisterschaft vor Michael Schumacher; David Coulthard erreichte mit einem Sieg in Kanada den dritten Platz. Mit 23 Punkten Vorsprung gewann das Team außerdem die Teamwertung sowie die Konstrukteursweltmeisterschaft. Fünfmal erzielte McLaren einen Doppelsieg mit jeweils Häkkinen vor Coulthard. Neben dem technisch hochwertigen Wagen war die gute Teamdynamik entscheidend für die erfolgreiche Saison.

## Lackierung und Sponsoring
Für die Tests und zur offiziellen Erstvorstellung wurde der Wagen ganz im traditionellen Orange lackiert.
Die Lackierung bestand 1998 erneut aus einer Silber-Schwarz-Mischung mit roten Akzenten am Frontflügel. Hauptsponsor war der Zigarettenhersteller West, der unter anderem auf dem Heckflügel und den Seitenkästen des Wagens mit seinem Logo warb. Bei Rennen, in denen Tabakwerbung verboten war, wurde das Logo entfernt. Auf der Airbox warben Mercedes-Benz, SAP, Hugo Boss und der Treibstofflieferant Mobil 1; Letzterer hatte neben Warsteiner, Kenwood, Bridgestone und Loctite auch noch Platz am Frontflügel. Am seitlichen Heckflügel platzierte das auf pneumatische Systeme spezialisierte italienische Unternehmen Camozzi sein Firmenlogo. Auf den Luftleitblechen stand der Name des US-amerikanischen Software-Unternehmens Computer Associates.

## Fahrer
Als Fahrer wurden erneut David Coulthard mit Renningenieur Pat Fry und Mika Häkkinen mit Renningenieur Mark Slade bestimmt. Als Testfahrer wurden Nick Heidfeld und Ricardo Zonta ernannt.

## Sonstiges
In den Videospielen F1 2017, F1 2018 und F1 2019 ist der MP4/13 als Teil der historischen Rennwagen erhältlich.
Nach dem Gewinn der Autosport Young Driver of the Year-Award erhielt der spätere Formel-1-Weltmeister von 2009 Jenson Button eine Testfahrt mit einem MP4/13. Dies war das erste Mal, dass Button einen Formel-1-Wagen fuhr.

## Ergebnisse
| Fahrer                          | Nr.                             | 1 | 2 | 3 | 4   | 5 | 6   | 7   | 8 | 9   | 10 | 11 | 12 | 13  | 14  | 15 | 16 | Punkte | Rang |
| ------------------------------- | ------------------------------- | - | - | - | --- | - | --- | --- | - | --- | -- | -- | -- | --- | --- | -- | -- | ------ | ---- |
| Formel-1-Weltmeisterschaft 1998 | Formel-1-Weltmeisterschaft 1998 |   |   |   |     |   |     |     |   |     |    |    |    |     |     |    |    | 156    | 1.   |
| D. Coulthard                    | 7                               | 2 | 2 | 6 | 1   | 2 | DNF | DNF | 6 | DNF | 2  | 2  | 2  | 7   | DNF | 3  | 3  | 156    | 1.   |
| M. Häkkinen                     | 8                               | 1 | 1 | 2 | DNF | 1 | 1   | DNF | 3 | 2   | 1  | 1  | 6  | DNF | 4   | 1  | 1  | 156    | 1.   |

| Legende  | Legende            | Legende                                                          |
| Farbe    | Abkürzung          | Bedeutung                                                        |
| -------- | ------------------ | ---------------------------------------------------------------- |
| Gold     | –                  | Sieg                                                             |
| Silber   | –                  | 2. Platz                                                         |
| Bronze   | –                  | 3. Platz                                                         |
| Grün     | –                  | Platzierung in den Punkten                                       |
| Blau     | –                  | Klassifiziert außerhalb der Punkteränge                          |
| Violett  | DNF                | Rennen nicht beendet (did not finish)                            |
| Violett  | NC                 | nicht klassifiziert (not classified)                             |
| Rot      | DNQ                | nicht qualifiziert (did not qualify)                             |
| Rot      | DNPQ               | in Vorqualifikation gescheitert (did not pre-qualify)            |
| Schwarz  | DSQ                | disqualifiziert (disqualified)                                   |
| Weiß     | DNS                | nicht am Start (did not start)                                   |
| Weiß     | WD                 | zurückgezogen (withdrawn)                                        |
| Hellblau | PO                 | nur am Training teilgenommen (practiced only)                    |
| Hellblau | TD                 | Freitags-Testfahrer (test driver)                                |
| ohne     | DNP                | nicht am Training teilgenommen (did not practice)                |
| ohne     | INJ                | verletzt oder krank (injured)                                    |
| ohne     | EX                 | ausgeschlossen (excluded)                                        |
| ohne     | DNA                | nicht erschienen (did not arrive)                                |
| ohne     | C                  | Rennen abgesagt (cancelled)                                      |
| ohne     | keine WM-Teilnahme |                                                                  |
| sonstige | P/fett             | Pole-Position                                                    |
| sonstige | 1/2/3/4/5/6/7/8    | Punktplatzierung im Sprint-/Qualifikationsrennen                 |
| sonstige | SR/kursiv          | Schnellste Rennrunde                                             |
| sonstige | *                  | nicht im Ziel, aufgrund der zurückgelegten Distanz aber gewertet |
| sonstige | ()                 | Streichresultate                                                 |
| sonstige | unterstrichen      | Führender in der Gesamtwertung                                   |